# 가쪽곧은근
가쪽곧은근(lateral rectus muscle) 또는 외측직근(外側直根), 외직근(外直筋)은 눈의 가쪽에 위치한 근육이다. 눈의 움직임, 즉 안구운동을 조절하는 여섯 개의 바깥눈근육 중 하나이다. 가쪽곧은근은 안구를 가쪽으로 움직이는 역할을 한다. 이는 곧 정중선으로부터 멀어지도록 안구를 수평 방향으로 움직인다는 뜻이다.

## 구조
가쪽곧은근은 온힘줄고리의 가쪽 부분에서 시작된다. 온힘줄고리는 시신경을 둘러싸고 있는 힘줄로 된 고리로, 아래빗근을 제외한 다섯 개의 바깥눈근육의 이는곳 역할을 한다.
가쪽곧은근은 안구의 관자쪽 측면에 닿는다. 이 닿는곳은 각막가장자리로부터 7mm 떨어져 있으며 넓이는 넓이는 10mm 가량이다.

### 신경 분포
가쪽곧은근은 갓돌림신경(제6뇌신경)이 지배하는 유일한 근육이다. 신경의 세포체는 다리뇌의 갓돌림신경핵에 존재한다. 이 신경 세포들은 갓돌림신경의 축삭이 되어 다리뇌숨뇌이음부(pontomedullary junction)으로 나가며, 해면정맥굴을 지나가 위눈확틈새을 통해 눈확으로 들어간다. 이후에는 가쪽곧은근의 안쪽 표면으로 들어가 가쪽곧은근을 지배한다.

### 위치 관계
가쪽곧은근의 닿는곳은 아래곧은근의 닿는곳으로부터 8mm, 위곧은근의 닿는곳으로부터 7mm, 각막가장자리로부터 10mm 정도 떨어져 있다.

## 기능

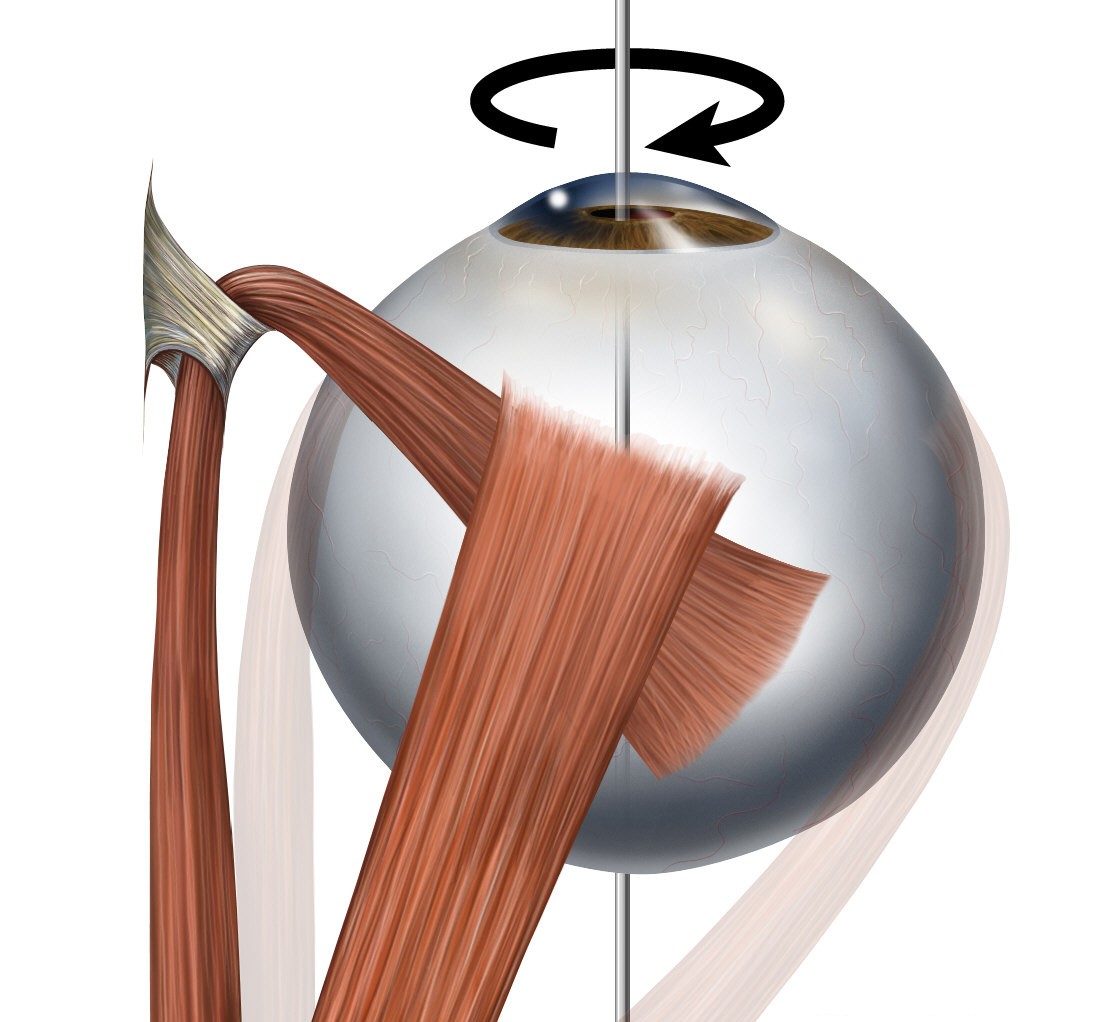
안구의 가쪽돌림

가쪽곧은근은 눈확에 존재하며 안구를 가쪽으로 돌린다.

## 임상적 중요성
제6뇌신경 마비(갓돌림신경 마비)는 갓돌림신경이 손상되어 발생하는 신경 질환이다. 뇌졸중, 외상, 종양, 염증, 감염 등으로 인해 갓돌림신경이 손상될 수 있다. 외상으로 인한 갓돌림신경의 손상은 수두증, 두개내출혈을 동반하는 외상성 뇌 손상, 종양, 다리뇌에서 가쪽곧은근까지의 갓돌림신경에 생긴 병변 등 두개내압을 상승시키는 모든 종류의 외상이 원인이 될 수 있다. 증상으로는 복시와 가쪽 방향 안구운동의 감소가 나타날 수 있다. 가쪽곧은근이 탈신경되며 마비되어 안구가 가쪽으로 움직일 수 없게 된다. 가령 왼쪽 갓돌림신경이 손상되며 왼쪽 안구가 완전히 가쪽으로 움직이지 못할 수 있다. 환자가 똑바로 앞을 쳐다보려고 하면 가쪽곧은근이 안쪽곧은근의 작용을 상쇄하지 못하게 되면서 왼쪽 눈이 안쪽으로, 즉 코를 향해 치우치게 된다. 가쪽곧은근이 적절하게 작용은 환자에게 가쪽을 보라고 요청하여 임상적으로 검사할 수 있다. 가쪽곧은근 마비의 기저 원인에 따라 시간이 지나면서 어느 정도 증상이 개선되기도 한다. 바이러스 질환으로 인한 가쪽곧은근 마비의 예후는 일반적으로 좋은 편이나, 외상이나 종양으로 인한 경우의 예후는 나쁜 편이다. 궁극적으로 신경은 자기 자신을 재생하거나 치유하는 능력이 좋지 못하므로, 신경 손상이 심각하면 영구적인 손상이 되기 쉽다.
가쪽곧은근과 연관된 또 다른 질환으로는 두엔 증후군이 있다. 두엔 증후군은 가쪽곧은근을 조절하는 제6뇌신경이 적절히 발생하지 못하면서 발생한다. 유전 인자나 환경 인자로 인해 정상적인 배아발생이 방해를 받아 발병한다고 생각된다.

## 추가 이미지

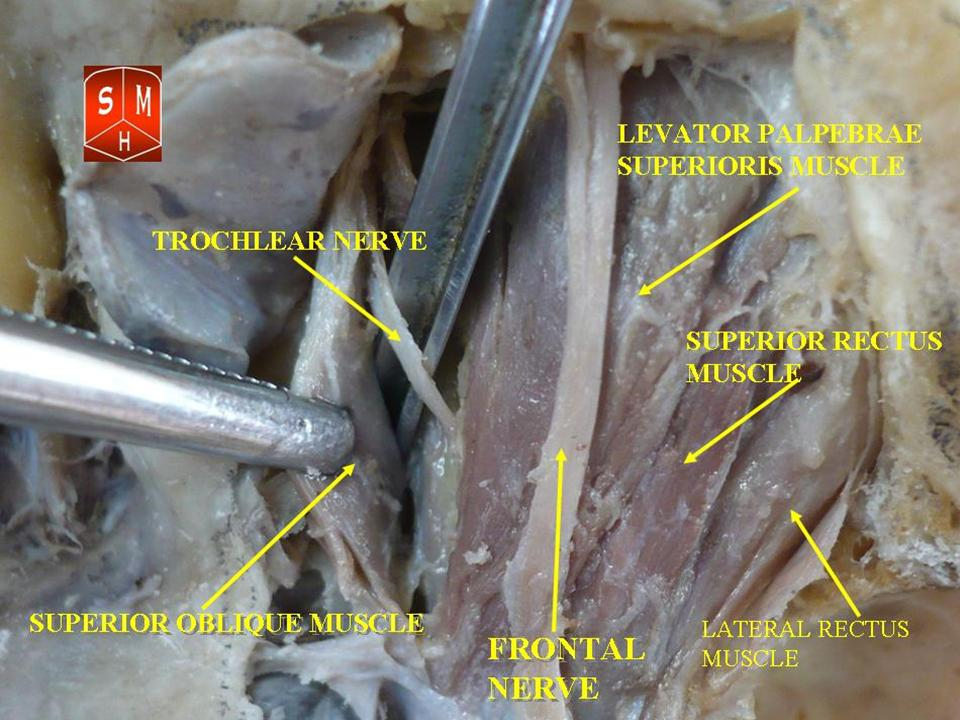
가쪽곧은근
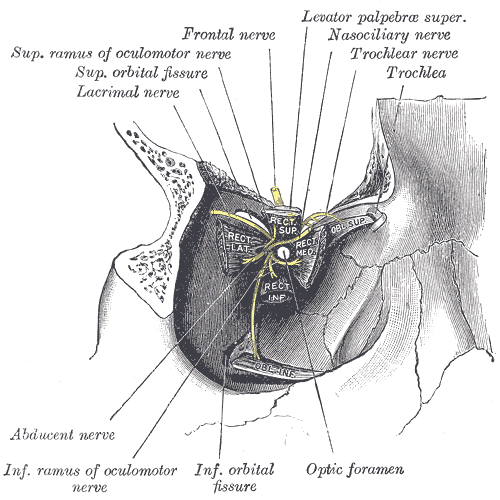
오른쪽 바깥눈근육의 이는곳과, 위눈확틈새로 들어가는 신경을 해부한 모습
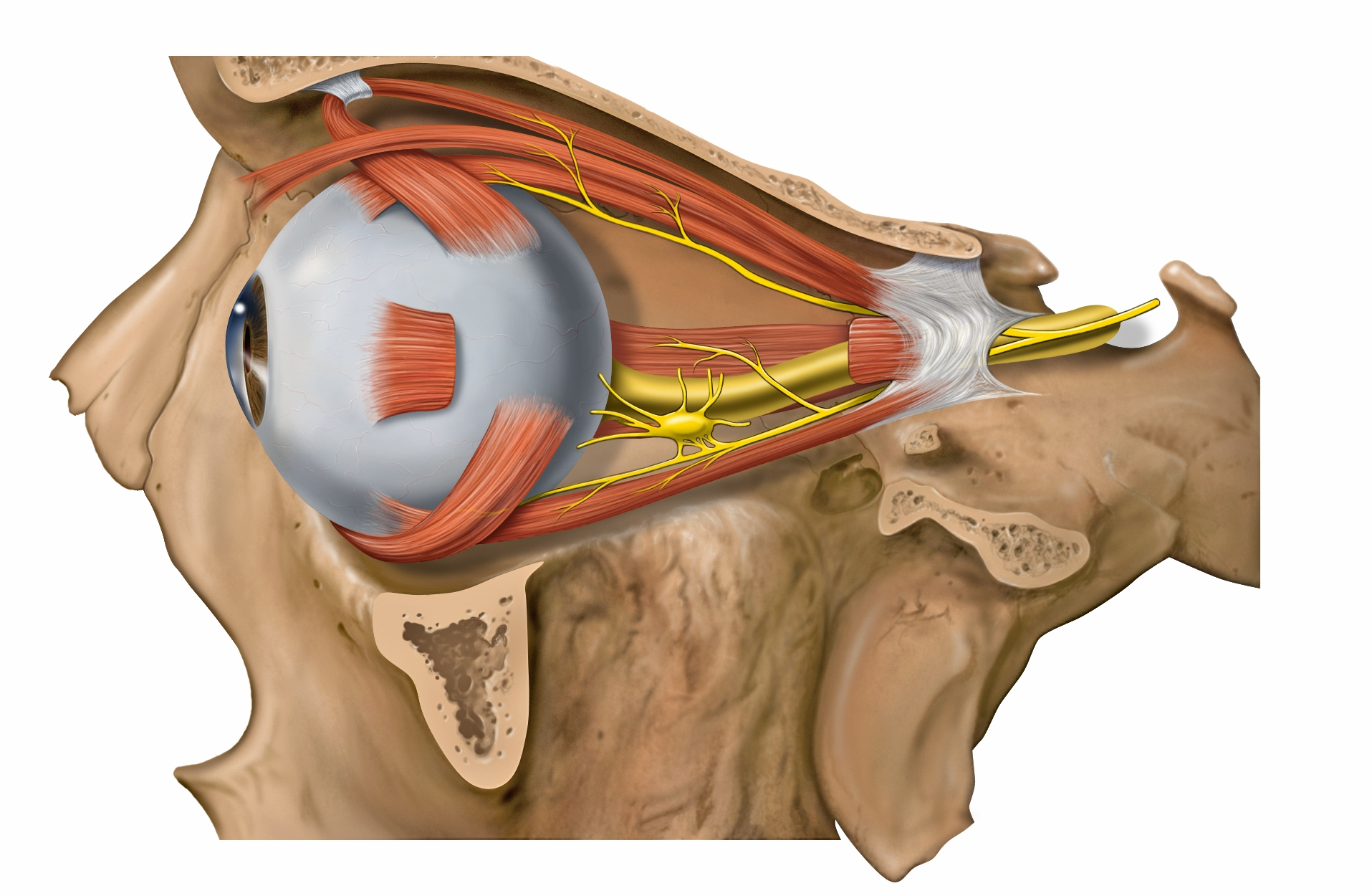
잘린 상태의 가쪽곧은근이 보이는 안구의 가쪽 모습

## 같이 보기
- 바깥눈근육